# نوردین آسامی
نوردین آسامی (انگلیسی: Nordine Assami؛ زادهٔ ۲۴ ژوئیهٔ ۱۹۸۷) بازیکن فوتبال اهل الجزایر است.
از باشگاه‌هایی که در آن بازی کرده‌است می‌توان به باشگاه فوتبال استراسبورگ، باشگاه فوتبال القبائل، و باشگاه فوتبال کن اشاره کرد.